# Chính trị Brunei
Chính trị Brunei được tổ chức theo cơ cấu quân chủ chuyên chế, Sultan của Brunei là nguyên thủ quốc gia và lãnh đạo chính phủ (thủ tướng Brunei). Quyền hành pháp do Chính phủ nắm giữ. Quyền Lập pháp do Hội đồng Lập pháp nằm quyền với 36 thành viên nhưng với nhiệm vụ tư vấn. Hiến pháp 1959 ban hành, theo đó Quốc vương Paduka Seri Baginda Sultan Haji Hassanal Bolkiah Mu'izzaddin Waddaulah là nguyên thủ quốc gia với tất cả quyền hành pháp, bao gồm ban bố tình trạng khẩn cấp bổ sung năm 1962. Sultan ban hành triết lý quốc gia Melayu Islam Beraja (Quân chủ Hồi giáo Malay). Quốc gia được thiết quân luật kể từ cuộc bạo loạn trong những năm 1960 sau đó lực lượng Anh tại Singapore can thiệp chấm dứt bạo loạn.

## Ngành Hành pháp
Sultan là lãnh đạo quốc gia và chính phủ ở Brunei. tien tập trung quyền lực về phía mình dựa theo Hiến pháp 1959. Sultan lãnh đạo 5 Hội đồng do Sultan bổ nhiệm với nhiệm vụ tư vấn. 5 Hội đồng gồm: Hội đồng Cơ mật, Hội đồng Kế vị, Hội đồng Tôn giáo, Hội đồng Bộ trưởng và Hội lập pháp.

### Hội đồng Cơ mật
Hội đồng cơ mật có nhiệm vụ tư vấn cho Sultan những quyền ân xá, sửa đổi hoặc hủy bỏ các điều trong Hiến pháp. Đồng thời Hội đồng thảo luận với Sultan về phong tục Malay, vương huy và tên hiệu. Thực hiện công bố người nhiếp chính. Hội đồng Cơ mật bao gồm thành viên Hoàng gia và quan chức cấp cao của chính quyền.

### Hội đồng Kế vị
Hội đồng Kế vị xác định người kế vị khi có vấn đề phát sinh. Thứ tự kế vị được xác định trong Hiến pháp.

### Hội đồng Tôn giáo
Hội đồng Tôn giáo, tên đầy đủ Hội đồng Tôn giáo Hồi giáo, có nhiệm vụ cố vấn cho Sultan các vấn đề liên quan đền đạo Hồi. Là cơ quan quản lý chính sách Hồi giáo. Các chính sách được Hội đồng xác định và được Bộ Tôn giáo thực hiện.
Thành viên Hội đồng gồm Bộ trưởng, pengiran cheteria, pehin manteris, mufti quốc gia, Tổng chưởng lý, Chánh án Tòa án Syarie, và thành viên khác do Sultan bổ nhiệm.

### Hội đồng Bộ trưởng
Hội đồng Bộ trưởng hoặc Nội các hiện nay bao gồm 9 thành viên (bao gồm Sultan là Thủ tướng), thực hiện nhiệm vụ giải quyết hành pháp hàng ngày của chính phủ.

## Ngành Lập pháp
Theo Hiến pháp 1959, Brunei chỉ có một viện lập pháp thông qua bầu cử (tiếng Mã Lai: Majlis Mesyuarat Negera), nhưng chỉ có 1 cuộc bầu cử diễn ra năm 1962. Sau cuộc bầu cử đó, Nghị viện bị giải tán sau khi tình trạng khẩn cấp được ban bố, Đảng Nhân dân Brunei bị cấm hoạt động. Năm 1970, Hội đồng được thành lập dựa theo sắc lệnh của Sultan. Năm 2004, Hội đồng được Sultan cho phép bầu cử trong 15/20 ghế trong Hội đồng nhưng thời gian bầu cử chưa xác định.
Hội đồng hiện nay gồm 20 thành viên do Sultan chỉ định với nhiệm vụ cố vấn. Mặc dù không thông qua bầu cử nhưng hiện tại gồm các chính đảng sau:
- Đảng Đoàn kết Quốc gia Brunei
- Đảng Nhận thức Nhân dân Brunei
- Đảng Phát triển Quốc gia Brunei

### Thành phần
| Thành viên                    | Ghế |
| ----------------------------- | --- |
| Thành viên do Sultan chỉ định | 32  |
| Tổng                          | 32  |

## Ngành Tư pháp
Brunei có hệ thống tư pháp kép. Hệ thống đầu tiên được kế thừa từ Anh, tương tự hệ thống của Ấn Độ, Malaysia và Singapore. Được dựa theo luật Anh, nhưng được hệ thống hóa một số phần quan trọng. Hệ thống dựa trên luật pháp được bao gồm tất cả các luật của Brunei.
Cấu trúc tóa án phổ biến ở Brunei bắt đầu từ quan tòa. Hiện tại có 10 quan tòa trên khắp đất nước, tất cả đều là người địa phương. Tòa án trung cấp xét xử các vụ án ở địa phương. Hiện tại có 2 thẩm phán trung cấp, đều là người địa phương.
Tòa án Tối cao gồm 3 thẩm phán, 2 trong số đó là người địa phương, người còn lại là Chánh án Tòa án Tối cao Hồng Kông.
Không có hệ thống Bồi thẩm đoàn tại Brunei, thẩm phán hoặc quan tòa sẽ đưa ra quyết định trong trường hợp tử hình sẽ có 2 thẩm phán Tòa án Tối cao.
Tòa án phúc thẩm Tòa án Tối cao gồm 3 thẩm phán, đều là thẩm phán Anh đã về hưu. Tòa án phúc thẩm nhóm họp 2 lần/năm và trong khoảng 1 tháng 1 lần.
Việc kháng cáo lên Hội đồng Cơ mật về vụ án hình sự không còn nữa, trong khi vẫn giữ sự hạn chế kháng cáo trong các vụ án dân sự.
Hệ thống thứ 2 là Tòa án Shariah. Tòa án giải quyết các vấn đề ly hôn, phân định tài sản trong thẩm quyền dân sự và các hành vi phạm tội khalwat (quan hệ bất chính) và zina (ngoại tình hay quan hệ tình dục trước hôn nhân) theo giáo điều của đạo Hồi.
Cấu trúc tòa án Shariah tương tự tòa án thông thường ngoại trừ không có tòa án trung cấp và tòa án phúc thẩm là tòa án cuối cùng kháng cáo.